# Plaza Sarmiento (Rosario)
La plaza Sarmiento es un parque de la ciudad de Rosario. Su nombre homenajea al expresidente argentino Domingo Faustino Sarmiento. Se encuentra en una ubicación estratégica en el centro de la ciudad y actúa como un centro de transporte de la ciudad para muchas líneas de autobuses. Está dividido por San Juan (que corre de este a oeste) y la divide formando la plaza Santa Rosa. Tiene un monumento coronado por la estatua de Sarmiento conocido como el pionero y promotor de la educación argentina. La plaza que actualmente acoge a artesanos al aire libre varios días cada semana. 

## Ubicación geográfica
Está situada en un lugar estratégico dentro de la zona céntrica de la ciudad, y sirve como nodo de transporte urbano para muchas líneas de autobuses interurbanos de corta distancia. Ocupa casi dos manzanas, delimitadas por las calles San Luis, Entre Ríos, Corrientes y Mendoza.

## Historia

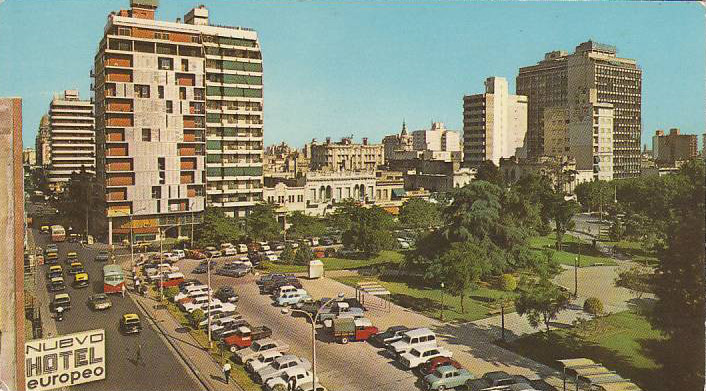
Plaza Sarmiento en los años '70.

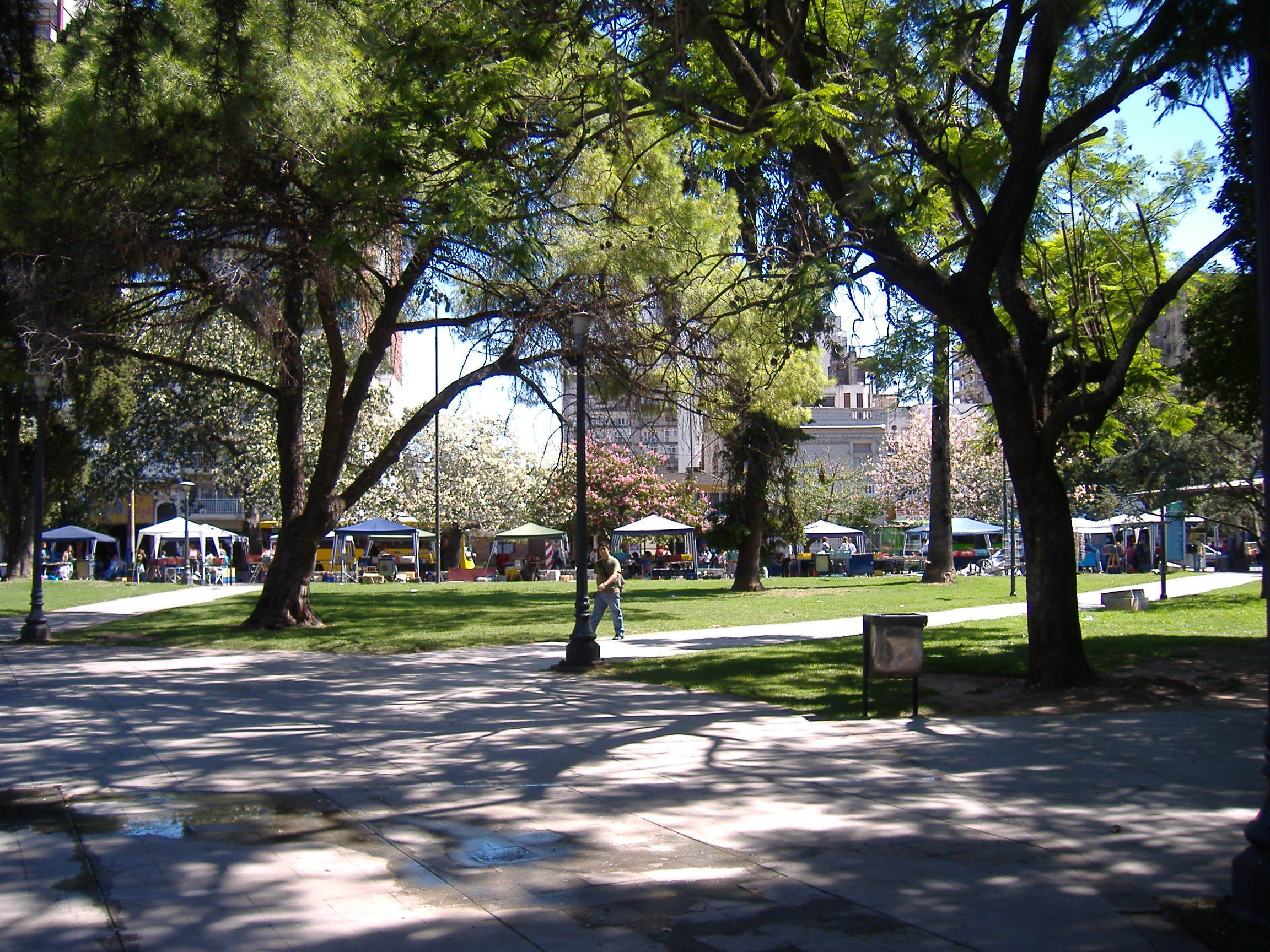
Dentro de la plaza.

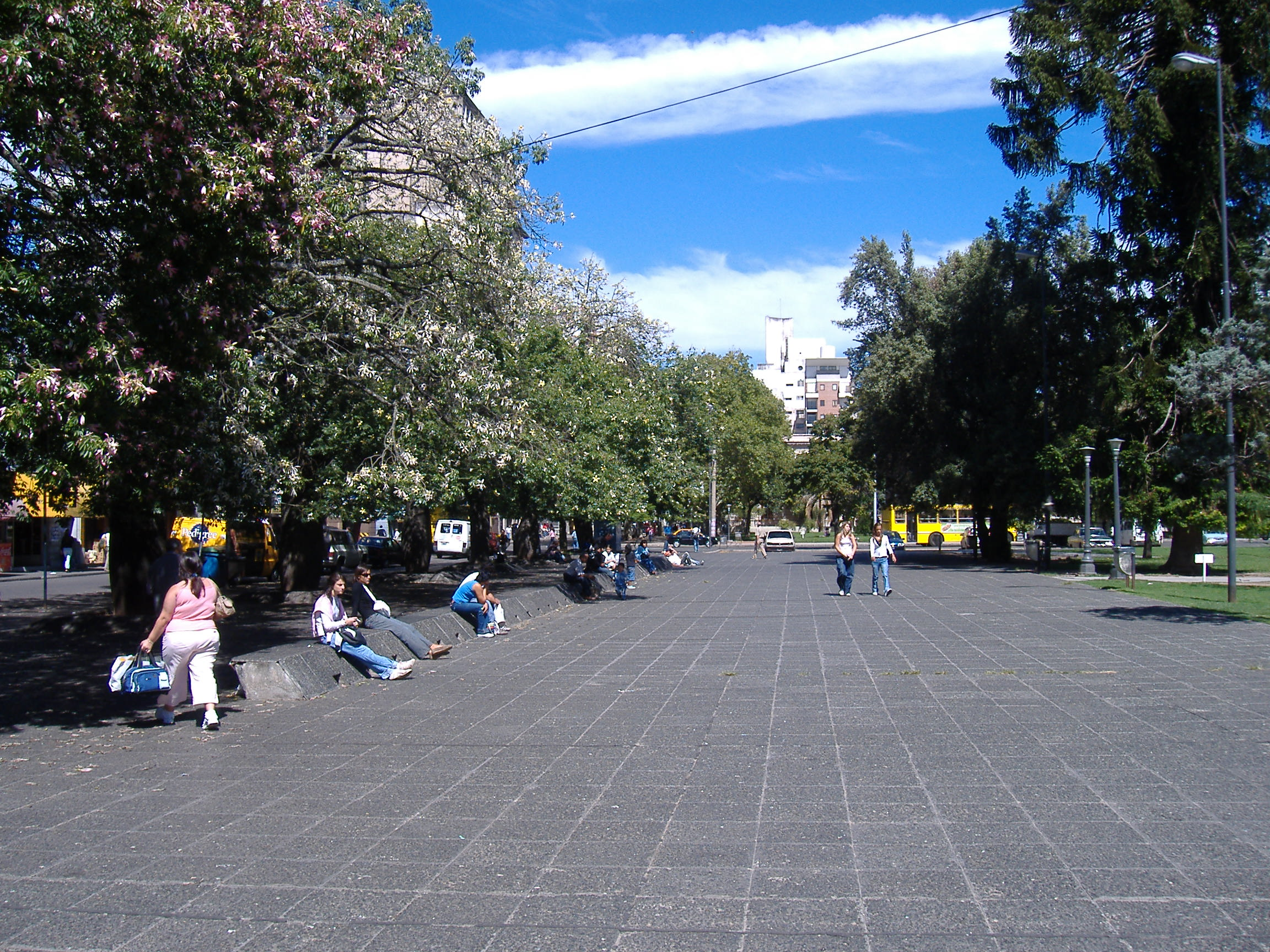
Mirando hacia el sur.

Los terrenos en la que está situada esta plaza con anterioridad a 1872 formaban parte de una laguna de mayor extensión denominada Laguna Sánchez. Por decreto del gobernador Nicasio Oroño del 10 de abril de 1867, y a solicitud de la Municipalidad de Rosario, se declaró sujeto a expropiación todo el terreno cubierto por la laguna, debiendo destinarse del mismo cuatro manzanas para la plaza Pública.
Un acuerdo del Concejo deliberante del 27 de noviembre de 1874, dispuso se levantaran planos de varios lugares, entre ellos los terrenos destinados a formar la plaza Urquiza, limitados por las calles San Luis, Entre Ríos, Mendoza y Corrientes. Para desagotar la laguna se rebajó el nivel de la calle Paraguay al norte, hasta dar en el Río Paraná y con la tierra extraída se rellenó aquella.
Por ordenanza del 16 de marzo de 1875 se declaró plaza pública la manzana rodeada por San Juan, Entre Ríos, Mendoza y Corrientes cediendo al gobierno nacional una franja para la construcción de la Escuela Normal Nro.1.
Durante un tiempo, la franja comprendida entre San Juan y la Escuela fue denominada Iriondo, pero en general la población la denominó Santa Rosa. Una fuente ocupó el centro de la plaza hasta 1911 en que fue desplazada para levantar el monumento erigido en homenaje a Sarmiento, obra del escultor Víctor de Pol, inaugurado el 20 de diciembre del mismo año.
- Datos: Q5488944
- Multimedia: Plaza Sarmiento, Rosario / Q5488944